# Juan Vázquez Pérez
Juan Vázquez Pérez (- † presó de la Ranilla, Sevilla, 4 d'abril de 1956) va ser un delinqüent espanyol, executat pel crim de les estanqueres.

## Els fets
El 1952, les germanes Encarnación i Matilde Silva Montero van ser assassinades durant un atracament a l'estanc que regentaven a Sevilla. El crim, descobert l'endemà, va portar a la detenció de Juan Vázquez, Antonio Pérez Gómez i Francisco Castro (a) el Tarta. Juan va ser detingut el 30 de juliol a Màlaga per la policia quan es disposava a embarcar cap a Melilla, allistat en la Legió.
Després de l'interrogatori policial, Juan va acabar confessant el crim, confessió que no va ratificar davant el Tribunal. La seva defensa, juntament amb la dels altres acusats, la va dur a terme l'advocat Manuel Rojo a qui els seus defensats no li van explicar el succeït. Qualificat de psicòpata, Juan va vestir un hàbit morat durant el judici i va ser acusat d'haver propinat 13 punyalades a Matilde. Sense proves concretes, el tribunal els va condemnar a mort el 26 d'octubre de 1954 i poc després el seu advocat va publicar un llibre sobre el judici en el que recollí les seves sospites sobre la relació del crim amb l'haixix, si bé va fer notar els seus dubtes durant el judici sobre la recerca policial.
La sentència va ser ratificada pel Tribunal Suprem d'Espanya al juliol de 1955 i retornada a l'Audiència de Sevilla al març de 1956 perquè es procedís a les execucions. Malgrat els esforços de l'advocat defensor per commutar-la, la sentència es va aplicar. Fou executat pel botxí Bernardo Sánchez Bascuñana a la presó de Ranilla.

## En la cultura popular
En l'episodi de la sèrie La huella del crimen dedicat al crim de les estanqueres el personatge equivalent a Juan Vázquez Pérez es fa dir "Velasco" i fou interpretat per l'actor Antonio Dechent.